# Microchirita
Microchirita là danh pháp khoa học của một chi thực vật có hoa trong họ Gesneriaceae.
Chirita sect. Microchirita là một nhóm được xác định rõ ràng về mặt hình thái nhưng đáng ngạc nhiên là chưa bao giờ được xem xét công nhận như một chi riêng biệt trước nghiên cứu của Wang & et al. (2011). Mặc dù trong phân tích của Weber et al. (2011) việc lấy mẫu là tương đối tốt (M. lavandulacea, M. tubulosa, M. hamosa, M. involucrata, M. rupestris, M. viola, M. mollissima, M. caliginosa và 2 loài chưa được miêu tả), nhưng hai phân nhánh được tìm thấy lại không có sự khác biệt rõ ràng về hình thái (cả hai đều bao gồm các loài với các cụm hoa có mào), nhưng phản ánh hai số nhiễm sắc thể cơ sở của chi (M. involucrata, M. caliginosa và M. rupestris thuộc về nhóm có n = 9, trong khi M. lavandulacea và M. hamosa thuộc nhóm có n = 17) cũng như sự phân bố địa lý (tất cả dạng nhị bội với n = 9 có ở Malaysia bán đảo và miền nam Thái Lan, trong khi các loài với n = 17, có lẽ là dạng tứ bội dị thường, phát sinh từ 2n = 18, có sự phân bố xa hơn về phía bắc ở trung và bắc Thái Lan, Việt Nam và nam Trung Quốc.
Wang et al. (2011), sử dụng các dữ liệu trình tự DNA từ Li & Wang (2007) và Möller et al. (2009), đã nâng cấp nhóm thực vật này lên cấp chi.

## Các loài
Khoảng 18 loài đã biết. Danh sách lấy theo Weber et al. (2011)
- Microchirita aratriformis (D.Wood) A.Weber & D.J.Middleton, 2011 (đồng nghĩa: Chirita aratriformis): Bắc Việt Nam.
- Microchirita barbata (Sprague) A.Weber & D.J.Middleton, 2011 (đồng nghĩa: Chirita barbata): Chỉ được biết đến từ mẫu thu hái từ gieo trồng, có lẽ từ Đông Dương.
- Microchirita bimaculata (D.Wood) A.Weber & D.J.Middleton, 2011 (đồng nghĩa: Chirita bimaculata): Thái Lan (Chiang Mai).
- Microchirita caerulea (R.Br.) Yin Z.Wang, 2011 (đồng nghĩa: Chirita caerulea, C. zollingeri): Indonesia (Bali, Java, Sumba).
- Microchirita caliginosa (C.B.Clarke) Yin Z.Wang, 2011 (đồng nghĩa: Chirita caliginosa, C. fusca, C. parvula): Malaysia bán đảo (Perak, Pahang, Selangor).
- Microchirita elphinstonia (Craib) A.Weber & D.J.Middleton, 2011 (đồng nghĩa: Chirita elphinstonia): Thái Lan (Prachin Buri).
- Microchirita hamosa (R.Br.) Yin Z.Wang, 2011 (đồng nghĩa: Chirita hamosa, C. h. var. finlaysonia, C. h. var. unifolia, C. cristata): Bắc và đông bắc Ấn Độ, Lào, Myanmar, Thái Lan, Trung Quốc (Vân Nam, Quảng Tây), bắc Việt Nam.
- Microchirita involucrata (Craib) Yin Z.Wang, 2011 (đồng nghĩa: Chirita involucrata, C. involucellata, C. capitis, C. geoffrayi): Campuchia, Malaysia bán đảo (Kedah, Kelantan, Penang, Perak, Pahang), trung và nam Thái Lan.
- Microchirita lavandulacea (Stapf) Yin Z.Wang, 2011 (đồng nghĩa: Chirita lavandulacea): Trung Quốc, bắc Việt Nam.
- Microchirita marcanii (Craib) A.Weber & D.J.Middleton, 2011 (đồng nghĩa: Chirita marcanii): Thái Lan (Saraburi).
- Microchirita micromusa (B.L.Burtt) A.Weber & D.J.Middleton, 2011 (đồng nghĩa: Chirita micromusa): Thái Lan (Nakhon Nayok).
- Microchirita mollissima (Ridl.) A.Weber & D.J.Middleton, 2011 (đồng nghĩa: Chirita mollissima): Thái Lan (Phangnga, Surat Thani).
- Microchirita oculata (Craib) A.Weber & D.J.Middleton, 2011 (đồng nghĩa: Chirita oculata): Thái Lan (Prachin Buri).
- Microchirita rupestris (Ridl.) A.Weber & D.J.Middleton, 2011 (đồng nghĩa: Chirita rupestris, C. glasgovii, C. kerrii): Malaysia bán đảo (Perak, Perlis, Kedah), miền nam Thái Lan.
- Microchirita sahyadriensis (Punekar & Lakshmin.) A.Weber & D.J.Middleton, 2011 (đồng nghĩa: Chirita sahyadriensis): Ấn Độ (Tây Ghats).
- Microchirita sericea (Ridl.) A.Weber & Rafidah, 2011 (đồng nghĩa: Chirita sericea, C. s. var. scortechinii): Malaysia bán đảo (Kedah, Perak, Kelantan).
- Microchirita tubulosa (Craib) A.Weber & D.J.Middleton, 2011 (đồng nghĩa: Chirita tubulosa): Nam Thái Lan.
- Microchirita viola (Ridl.) A.Weber & Rafidah, 2011 (đồng nghĩa: Chirita viola): Malaysia bán đảo (Kedah: quần đảo Langkawi), nam Thái Lan.

## Đặc điểm
Chúng là cây thân thảo một năm hoặc sống lâu hơn (ra hoa và tạo quả trong nhiều năm trong khu vực có khí hậu ít có tính chất mùa rõ ràng, chết thối đến gốc trong mùa khô trong khu vực có tính chất mùa rõ nét hơn), có thân, thân cây thường mọng nước hay mọng thịt. Lá mọc thành các cặp xa nhau, trừ lá ở sát gốc đơn độc (lá mầm lớn). Thường ra 2 hoặc nhiều hơn các cụm hoa ở nách lá, thường bao gồm một cặp hoa có cuống ngắn mọc thành chuỗi lặp lại vài lần (kiểu sắp xếp theo chuỗi hay "cụm hoa mào"). Các thùy đài hoa rời tới gốc, hình tam giác hẹp hay hình trứng hẹp, áp ép vào quả. Tràng hoa hình phễu, hiếm khi hình ống; phiến lá đài hai môi, môi trên 2 thùy, môi dưới 3 thùy, các thùy thuôn tròn; màu trắng, ánh lam, lam, tía, vàng, da cam hay ánh đỏ. Nhị 2, bao phấn thường hợp lại bởi dải buộc ở đỉnh (các nhú lồi trên các mô liên kết). Bầu nhụy không hình cuống, đầu nhụy kiểu chiritoid (thùy trên của đầu nhụy không phát triển trong khi thùy dưới dạng chẻ đôi – đặc điểm để nhận dạng Chirita spp.). Quả là quả nang thuôn dài, thẳng hoặc cong, thường chia thành 2 vỏ. Hạt nhỏ, hình elipxoit; thường? với các bướu rõ nét trên các tế bào vỏ hạt.

## Phân bố, môi trường sống
Các loài trong chi này phân bố từ Tây Ghats ở Ấn Độ, qua vùng chân đồi núi Himalaya, Đông Nam Á đại lục tới Borneo, Sumatra và Java.
Là thực vật sống trên đá, chúng sinh sống trên nền đá vôi, trong rừng hay trên các tảng đá lộ thiên trong khu vực có bóng râm vừa phải. Microchirita có lẽ là dễ nhận ra nhất trong số các chi tách ra từ Chirita. Mật độ loài tập trung nhiều nhất tại Thái Lan. Số nhiễm sắc thể n = 9, 17, 18 đã được ghi nhận ('Webcyte', Möller et al., 2002 trở đi). Tất cả các loài hiện đã biết chỉ được tìm thấy trên các nền đá trong karst đá vôi, chịu được nắng ở mức độ vừa phải.

## Thư viện ảnh

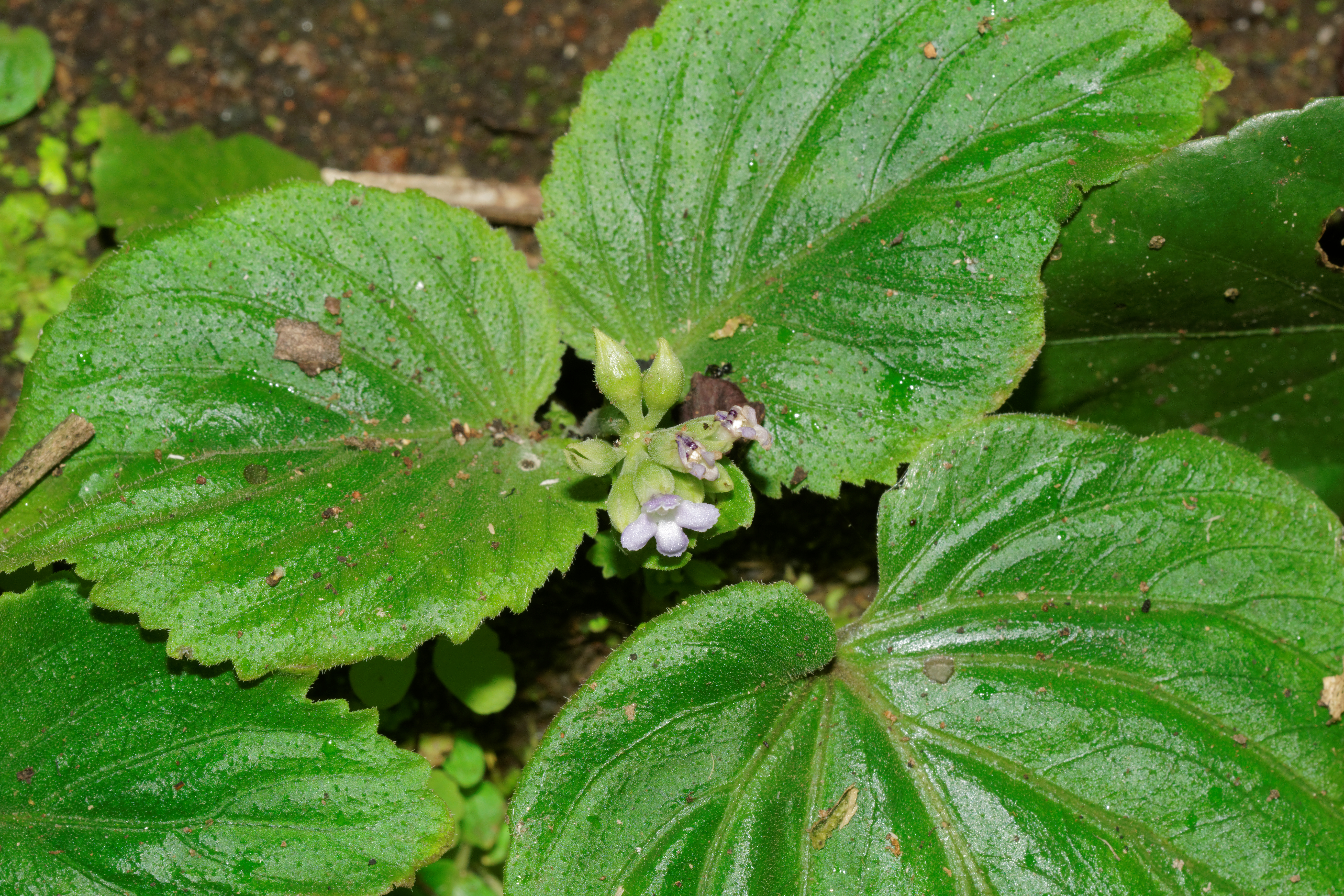
Microchirita hamosa trong Silent Valley.